# سباق جائزة أبو ظبي الكبرى 2017
جائزة أبوظبي الكبرى 2017 هو سباق فورمولا 1 أقيم في حلبة مرسى ياس، أبوظبي، الإمارات العربية المتحدة. كان العشرون من أصل 20 في بطولة العالم لسباقات الفورمولا واحد موسم 2017. حلّ الفنلندي فالتيري بوتاس أولا بينما جاء البريطاني لويس هاملتون في المركز الثاني وحصل على المركز الثالث الألماني سباستيان فيتل.